# Christa Friedl
Christa Friedl (* 14. Dezember 1935 in Berlin als Christa Lücke; † 10. Januar 2019 ebenda) war eine deutsche Politikerin (SPD).
Christa Friedl besuchte eine Realschule und von 1951 bis 1953 die Viktoria-Fachschule. An der Berufsfachschule für Damenschneiderei legte sie 1954 die Gesellenprüfung der Schneiderei ab. Anschließend wurde sie Modezeichnerin in der Modellkonfektion. 1961 wurde sie Hausfrau und trat 1971 der SPD bei. Bei der Berliner Wahl 1979 wurde Friedl in die Bezirksverordnetenversammlung im Bezirk Zehlendorf gewählt. Zehn Jahre später wurde sie bei der Wahl 1989 in das Abgeordnetenhaus von Berlin gewählt. 1999 schied sie aus dem Parlament aus.